# Oncidium ionopterum
Oncidium ionopterum är en orkidéart som beskrevs av Heinrich Gustav Reichenbach. Oncidium ionopterum ingår i släktet Oncidium och familjen orkidéer. Inga underarter finns listade i Catalogue of Life.